# ニケリーノ
ニケリーノ（伊: Nichelino）は、イタリア共和国ピエモンテ州トリノ県にある、人口約47,000人の基礎自治体（コムーネ）。
分離集落のストゥピニージに、世界遺産に登録されているサヴォイア王家の王宮群の一部であるストゥピニージ宮殿がある。

## 地理

### 位置・広がり

#### 隣接コムーネ
隣接するコムーネは以下の通り。
- ベイナスコ
- カンディオーロ
- モンカリエーリ
- オルバッサーノ
- トリーノ
- ヴィノーヴォ

## 姉妹都市
- カリュイール＝エ＝キュイール、フランス 2006年
- Victoria、マルタ 2009年